# Ferdinand Liebsch

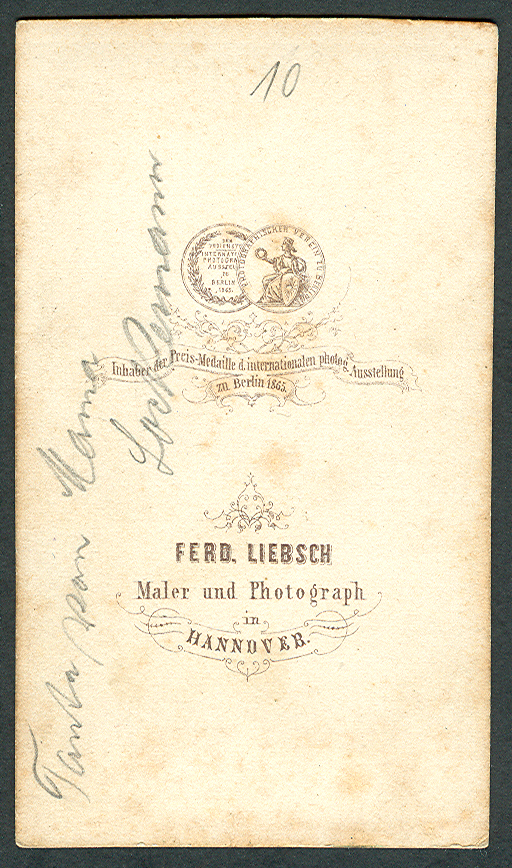
Rückseite einer Carte de Visite (CDV) von Liebsch

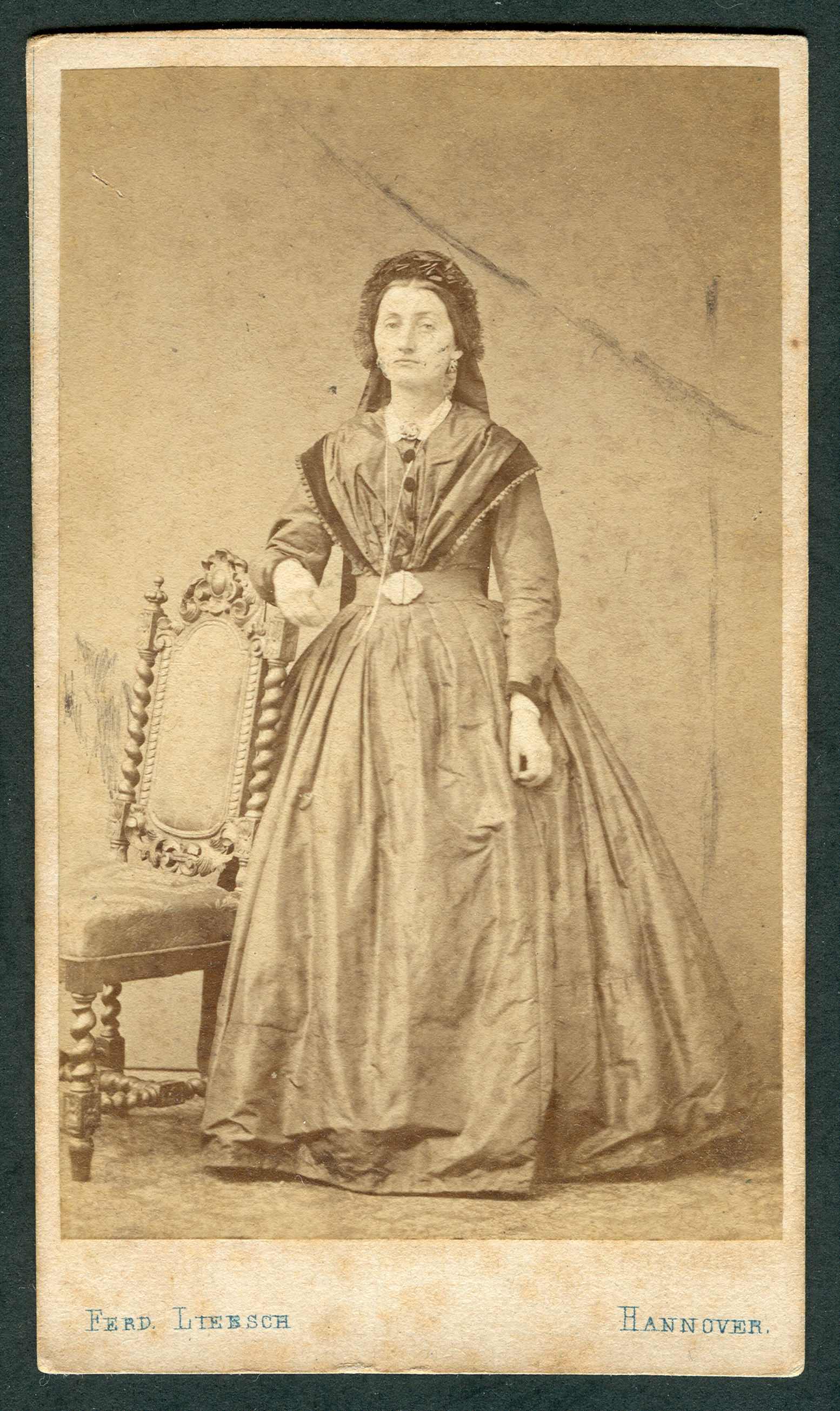
„Mama Lockemann“ war Zeitzeugin von Liebsch und trägt Krinoline, um 1865

Ferdinand Liebsch (* 21. Januar 1816 in Hannover; † 4. Dezember 1905 in Hannover) war ein Maler und Hof-Porzellanmaler in Hannover und betrieb in der Calenberger Straße 23 eine Glas- und Porzellanhandlung. Ab 1860 betrieb er dort eine der ersten „Photographischen Anstalten“ Hannovers.

## Werke
Neben seiner Tätigkeit als Porzellanmaler schuf Liebsch Landschafts- und Genregemälde sowie Buchillustrationen. Als Fotograf fertigte er vor allem Porträtfotos an, fotografierte aber auch Alltagsszenen. Ein Fotoabzug Wochenmarkt in der Neustadt von 1863 auf Albuminpapier, hergestellt im Nassen Kollodiumverfahren, befindet sich im Besitz des Historischen Museums Hannover. Das Foto gilt als frühes Beispiel des Fotojournalismus.

## Auszeichnungen
1865 wurde Liebsch auf der ersten in Deutschland stattfindenden Internationalen photographischen Ausstellung in Berlin mit einer Medaille des Photographischen Vereins zu Berlin ausgezeichnet.